# 水生 (CYNHNの曲)
「水生」（すいせい）は、CYNHNの楽曲。CYNHNの7枚目のシングルとして2020年3月18日に発売された。発売元はI BLUE。

## 概要
"午前五時のブルーアワー" をテーマとする7thシングル。桜坂真愛の卒業を経て、5人体制として初の楽曲。
CDは3形態で、2ndワンマンライブ『Pray for Blue』を収録したBlu-ray付きの初回限定盤A、MVとメイキングを収録したDVD付きの初回限定盤B、インストを収録した通常盤。
表題曲の「水生」はほぼ全てのCYNHN楽曲を手がけるメインソングライター渡辺翔による作詞・作曲。編曲は初参加となるeba。
振付はMV版がsumire、ライブ版がΜёgpis。
衣装プロデュースはメンバーの月雲ねる 。
カップリングの「Redice」は同じく渡辺翔による作詞・作曲。編曲は「アンフィグラフィティ」等の宮野弦士。振付はsumire 。MVは2種類存在する。この曲は唯一アルバム未収録。

## 制作背景
"時間軸"に焦点を当てたCYNHN第2章ストーリーに基づき制作。そのシングル3部作では、6th「2時のパレード」に続く2作目。
サウンド面では、水を思わせるディレイギター、スラップベース、カッティングによってイントロの15秒から心を掴むように制作された躍動感のあるバンド演奏とユニゾンを多用した力強い歌唱から、"夜明け"への「期待」「高鳴り」「鼓動」を表現 。
歌詞では、自由に泳ぐ魚や地上の光に憧れながらも青く深い水の底にいる現実に苦悩し、もがき続ける水生生物の姿を描く。
渡辺翔によるこの歌詞は、綾瀬志希の活動休止や桜坂真愛の卒業というユニットとして不安定な時期を乗り越えて、もがき苦しみながらも進んでいくCYNHNに重ねたものでもある。
綾瀬志希はこの歌詞について、どんな気持ちで歌えば良いかわからず音源もあまり聞けずにいたが、レコーディング時のディレクションを受けて自分の持ち味を活かすために敢えて桜坂真愛のことを考え歌唱したことを明かしている。
また5人での歌唱となり以前の6人の時とは声のバランスが変わってしまったことに関して、新たな声のバランスを見つけ出すために各メンバーそれぞれで歌い方や表現を試行錯誤してレコーディングに挑んでいる。
なおライブ用の振付は、コレオグラファーのΜёgpisが担当。根を張ってその場をゆらめくだけの水生生物と、グッピーから着想した自由に泳ぎ回る遊魚が、静と動の対比として表現されている。

### MV
MV監督は「リンクtoアクセス」以外ほぼ全てのMVを手がけてきた日テレアックスオン（AX-ON）の岩崎臣男。 
MVでは水面でコンテンポラリーダンスを踊るメンバーの姿と、真夜中から夜明けに遷移する"午前5時のブルーアワー"の中で歌唱するメンバーの姿が、水中と地上の青の世界観を美しく表現している。
前半部は水を張ったスタジオで撮影されたものでありコレオグラファーのsumireによる振付。
この振付についてsumireは"しなやかでありながら芯の強さを感じていただけるように。"朝5時ブルーアワーの世界" 一筋の光が間も無く差し込んでくる…そんな期待感。今の在るが儘の姿、生っぽい動作を踊りに落とし込みました"と説明している。
水を張った上で踊ることにメンバーはかなり苦戦し、百瀬怜と月雲ねるが転んで濡れてしまった衣装をアイロン4台でメンバーも手伝って乾かした、というエピソードを披露している。
後半部の歌唱部分は営業前の東京スカイツリー展望台を貸切にし、夜明け前の空が濃い青色に染まる時間帯"ブルーアワー"の時刻を待って撮影されたもの。

### 評価
第9回アイドル楽曲大賞2020のメジャーアイドル楽曲部門で2位を獲得。
「アイドル楽曲大賞アフタートーク」座談会で音楽評論家の宗像明将は、"オンラインライブ、パッケージ、サブスクで聞いてもインパクトがある曲。CYNHNという読めないグループ名、人間の内面を描くような楽曲を歌うグループが2位という順位には驚いている。クリエイティブの積み重ねとボーカルグループとしての成長の積み重ねで評価を上げてきたとしか言いようがない。歌が試されるオンライン配信のパフォーマンスで勝ち上がってきたと感じていて、2020年一番の成り上がりはCYNHNだと思う"と評価している。
音楽メディア"skream!"ではCYNHN特集の中で本作に触れており、"これまでのシングルで自身の人生と重ね合わせるようにリアリティのある心情を歌ってきたことがヴォーカルの濃い陰影となっている。「水生」では自らを水中生物として描き自由に泳ぎまわる生きものたちをうらやむ一方で、根を張ってこの場所で大きく育っていこうとする思いが綴られる。いつか豊かに伸びた枝葉が"大きな絨毯になって君のこと運べるくらいにね"と、その思いは自分の胸の内から解き放たれて、他者へと向けた曲になっているのも大きな変化だ。
水面に反射する光のようなギター・フレーズで始まり、ファンキーでスピード感溢れるロック・チューンに乗せて5色のヴォーカルがその感情のボリュームを上げていく高揚感が気持ちいい。
前作「2時のパレード」での真夜中から、"この先で滲んでいる朝焼けへ"と覚醒する「水生」は、CYNHNが大きな一歩を踏み出していくその瞬間を捉えたシングルである。様々な経験値の分、その青は深みや滋味を増していく"とグループの歴史とともに解説している。
また同"skream!"のディスクレビューでは、"高いヴォーカル力と表現力を持つ5人それぞれの個性が美しく混ざり合い、迷いながらもまっすぐな眼差しで前を向き進んでいく様を表現。また、キレのいいバンド・サウンドも聴きどころ。特に大音量で鳴っている躍動感溢れる色鮮やかなベース・スラップは、ロック・バンド好きにも刺さるだろう。"と評している。

### 参加ミュージシャン
- ギター、プログラミング、編曲　eba
- ベース　二家本亮介
- ドラム　鈴木浩之

### カバー
- 水槽 × koshi（YouTube）[15]

## カップリング曲「Redice」
「Redice」は2022年2月発売の2ndアルバム『Blue Cresc.』未収録であり、ソロ曲とリミックス曲以外でアルバムに収録されていない唯一の曲である。
「Redice」 のMVは"アニメーションver."と "リモート生歌動画ver. "の2種類存在し、YouTubeで公開されている。
前者は東京都の芸術文化活動支援事業「アートにエールを！」の企画として制作されたもの。綾瀬志希の手によって本楽曲の世界観に生きるCYNHNメンバーを描いている。
後者は『『Predawn Blue』ステイホーム公演 #PB0427』のアンコール曲として制作、披露されたもの 。
なお上記公演は、恵比寿LIQUIDROOMで開催予定だった3rdワンマンライブ『Predawn Blue』の中止を受けて、3rdワンマンライブで公演予定だったセットリストをSNS上とファンの自宅で再現する企画。CYNHN公式Twitterからのセットリスト（曲名のツイート）に応じてファン各自で楽曲を再生する。曲間のMCはLINELIVE配信を利用して、CYNHNメンバーのzoom会議をライブ配信することで再現した。

## シングル収録内容
初回限定盤Aである碧盤（TECI-719）
初回限定盤Bである蒼盤（TECI-720）と通常盤である青盤（TECI-721）の3種リリースで、初回限定盤 A（碧盤）には2nd one man LIVE Movie 『Pray for Blue』(@品川インターシティホール)、初回限定盤 B（蒼盤）には「水生」のMusic Video & メイキングを収録したDVDが同梱されている。

### 初回限定盤A （碧盤）
| #         | タイトル   | 作詞      | 作曲      | 編曲      | 時間 |
| --------- | ---------- | --------- | --------- | --------- | ---- |
| 1.        | 「水生」   | 渡辺翔    | 渡辺翔    | eba       | 4:59 |
| 2.        | 「Redice」 | 渡辺翔    | 渡辺翔    | 宮野弦士  | 3:32 |
| 合計時間: | 合計時間:  | 合計時間: | 合計時間: | 合計時間: | 8:31 |

| #  | タイトル                                                                  | 作詞 | 作曲・編曲 |
| -- | ------------------------------------------------------------------------- | ---- | ---------- |
| 1. | 「2nd one man LIVE Movie 『Pray for Blue』（@品川インターシティホール）」 |      |            |

### 初回限定盤B （蒼盤）
| #         | タイトル   | 作詞      | 作曲      | 編曲      | 時間 |
| --------- | ---------- | --------- | --------- | --------- | ---- |
| 1.        | 「水生」   | 渡辺翔    | 渡辺翔    | eba       | 4:59 |
| 2.        | 「Redice」 | 渡辺翔    | 渡辺翔    | 宮野弦士  | 3:32 |
| 合計時間: | 合計時間:  | 合計時間: | 合計時間: | 合計時間: | 8:31 |

| #  | タイトル              | 作詞 | 作曲・編曲 |
| -- | --------------------- | ---- | ---------- |
| 1. | 「水生 Music Video」  |      |            |
| 2. | 「水生 MVメイキング」 |      |            |

### 通常盤（青盤）
| #         | タイトル             | 作詞      | 作曲      | 編曲      | 時間  |
| --------- | -------------------- | --------- | --------- | --------- | ----- |
| 1.        | 「水生」             | 渡辺翔    | 渡辺翔    | eba       | 4:59  |
| 2.        | 「Redice」           | 渡辺翔    | 渡辺翔    | 宮野弦士  | 3:32  |
| 3.        | 「水生 Inst Ver.」   |           |           |           | 4:59  |
| 4.        | 「Redice Inst Ver.」 |           |           |           | 3:32  |
| 合計時間: | 合計時間:            | 合計時間: | 合計時間: | 合計時間: | 17:02 |